# Salvatore Masiello
Salvatore Masiello (ur. 31 stycznia 1982 w Neapolu) – włoski piłkarz występujący na pozycji obrońcy lub pomocnika.

## Kariera piłkarska
Salvatore Masiello jest wychowankiem Venezii. Po raz pierwszy w Serie A zagrał jako piłkarz US Palermo. W 2006 trafił do Udinese Calcio. W kolejnym sezonie został wypożyczony do Messiny, gdzie strzelił pierwszą bramkę w Serie A. Od 2008 do 2011 był piłkarzem Bari. Następnie w drużynach Torino FC oraz Mantova. W 2016 roku zakończył karierę.
W Serie A rozegrał 105 spotkań i zdobył 2 bramki.